# Юнион Джак (Знаме на Обединеното кралство)
Юнион Джак  , е дефакто националното знаме на Обединеното кралство . Въпреки че не е приет закон, който прави Юнион Джак официален национален флаг на Обединеното кралство, той на практика се превръща в такъв. Понякога се твърди, че терминът Union Jack правилно се отнася само до военноморската употреба, което твърдение беше отхвърлено от Института по флага през 2013 г., след исторически разследвания.    Знамето има официален статут в Канада, с парламентарна резолюция, където е известно като знамето на Кралския съюз .  Това е националното знаме на всички британски отвъдморски територии, които са местности в британската държава или царство, въпреки че местните знамена също са разрешени за повечето, обикновено включващи синия или червения флаг със знамето на Съюза в кантона и обезличени с отличителния знак оръжия на територията. Те могат да се развият вместо или заедно с (но с предимство след) националния флаг. Губернаторите на британски отвъдморски територии имат свои лични знамена, които представляват знамето на Съюза с отличителните гербове на колонията в центъра. Флагът на Съюза също се появява в кантона (горен квартал отстрани на флагштока) на знамената на няколко нации и територии, които са бивши британски владения или доминиони, както и във флага на американския щат Хавай, който няма такава връзка.
Произходът на по-ранното знаме на Великобритания датира от 1606 г. Шотландският крал Джеймс VI е наследил английския и ирландския трон през 1603 г. като Джеймс I, като по този начин обединява короните на Англия, Шотландия и Ирландия, въпреки че трите кралства остават отделни държави. На 12 април 1606 г. ново знаме, което да представлява този кралски съюз между Англия и Шотландия, е посочено в кралски указ, според който знамето на Англия, червен кръст на бял фон, известен като кръста на Свети Георги, и знамето на Шотландия, бял салтир (X-образен кръст или кръст на Свети Андрей) на син фон, ще бъде присъединен, образувайки знамето на Англия и Шотландия за морски цели.
Настоящият дизайн на знамето датира от кралска прокламация след съюза на Великобритания и Ирландия през 1801 г.  Знамето съчетава аспекти на три по-стари национални знамена: червения кръст на Свети Георги за Кралство Англия, бялата солтира на Сейнт Андрей за Шотландия и червената солтира на Свети Патрик, за да представлява Ирландия . Въпреки че Република Ирландия вече не е част от Обединеното кралство, Северна Ирландия все още е.
На знамето няма символи, представляващи знамето на Уелс, което прави Княжество Уелс единствената родна нация без представителство, тъй като по времето на законите в Уелс, актове от 1535 и 1542 (създаващи правен съюз с Англия) концепцията за национални знамена беше в зародиш. Уелският дракон обаче е приет като поддръжник в кралския герб на Англия, използван от династията Тюдор от 1485 г. 
Термините Union Jack и Union Flag се използват за описание на националния флаг на Обединеното кралство. Въпрос на дебат е дали терминът Union Jack се прилага само когато се използва като флаг на кораб. 
Според парламента на Обединеното кралство :   „До началото на 17-ти век Англия и Шотландия са две напълно независими кралства (Уелс е бил анексиран към Кралство Англия). Това се промени драстично през 1603 г. след смъртта на Елизабет I от Англия . Тъй като кралицата умира неомъжена и бездетна, английската корона преминава към следващия наличен наследник, нейния братовчед Джеймс VI, крал на Шотландия. Англия и Шотландия сега споделяха един и същ монарх под това, което беше известно като съюз на короните."
Когато първото знаме, представляващо Великобритания, е въведено при прокламацията на крал Джеймс I през 1606 г. , то става известно само като „британското знаме“ или „знамето на Великобритания“. Кралската прокламация не дава отличително име на новото знаме. Думата „джак“ е била използвана преди 1600 г., за да опише знамето на морския лък .  До 1627 г. малък Юнион Джак обикновено се летеше в тази позиция. Една теория гласи, че в продължение на няколко години щеше да се нарича само „Джак“, или „Знаме на Джак“, или „Вале на краля“, но до 1674 г., докато официално се нарича „Валекът на Негово Величество“, обикновено се нарича „Юнион Джак“ и това беше официално признато. 

## Дизайн
Сегашният дизайн на знамето е от 1801 г. Неговият оригинален герб, както е постановен от Джордж III от Обединеното кралство на 1 януари 1801 г., гласи:
„Знамето на Съюза ще бъде лазурно, кръстовете-солени на Св. Андрей и Св. Патрик, разквартиран на всеки брояч на солта, сменят сребро и червено; последното е с фибри на втория [т.е. сребро]; увенчано с кръста на Свети Георги от третия [а именно, gules], фимбриран като Saltire [а именно, argent]." 

### Спецификация
Union Jack обикновено е в съотношение 1:2. В Обединеното кралство знамената обикновено са в съотношение 3:5; Union Jack също може да бъде направен в тази форма, но 1:2 е за повечето цели. През 2008 г. депутатът Андрю Розиндел предложи законопроект за стандартизиране на дизайна на знамето в съотношение 3:5, но законопроектът не премина след първото четене. 
Знамената, които имат Union Jack в кантона, винаги трябва да са 1:2, за да се запази квадратната зона за летене. 

### Цветове
Цветовите спецификации за цветовете синьо, червено и бяло са:
| Схема            | синьо            | червено          | Бяла             |
| ---------------- | ---------------- | ---------------- | ---------------- |
| Pantone (хартия) | 280 С            | 186 C            | Сейф             |
| HEX              | #012169          | #C8102E          | #FFFFFF          |
| МО               | 8711D            | 8711             | 8711J            |
| NSN              | 8305.99.130.4580 | 8305.99.130.4584 | 8305.99.130.4585 |
| CMYK             | 100.85.5.22      | 2.100.85.6       | 0.0.0.0          |
| RGB              | 1, 33, 105       | 200, 16, 46      | 255, 255, 255    |

## История
През 1603 г. Джеймс VI от Шотландия наследява Кралство Англия (и новосъздаденото Кралство Ирландия ) като Джеймс I, като по този начин обединява короните в лична уния . С анексирането на Уелс към Кралство Англия, Джеймс сега управлява целия остров Великобритания, който той често описва като обединено кралство, въпреки че Кралство Англия и Кралство Шотландия всъщност не се обединява до 1707 г. В резултат на този съюз бяха изготвени няколко проекта за ново знаме, съпоставяйки кръста на Свети Георги и Солта на Сейнт Андрей, но нито един не беше приемлив за Джеймс. 
На 12 април 1606 г. ново знаме, което представлява кралския съюз между Англия и Шотландия, е посочено в кралски указ, според който знамето на Англия и знамето на Шотландия, ще бъдат съединени заедно,  образувайки знамето на Великобритания.

### Други предложени версии
Много други проекти за общо знаме са изготвени след обединението на двете корони през 1603 г., но рядко, ако изобщо се използват.  Една версия показва кръста на Свети Георги с кръста на Свети Андрей в кантона, а друга версия поставя двата кръста един до друг. Рисуван дървен таван на тавана от двореца Линлитгоу, датиран около 1617 г., изобразява шотландския кралски еднорог, който държи знаме, където син Saltire увенчава червения кръст на Свети Георги.

### Флаг на Шотландския съюз
Шотландците възразиха срещу дизайна на знамето на Съюза, приет през 1606 г., при който кръстът на Свети Георги надвишава този на Сейнт Андрю. Тогава група шотландци се заемат с Джон Ерскин, 19-ти граф на Мар, и бяха насърчени от него да изпратят писмо с жалба до Джеймс VI, чрез Тайния съвет на Шотландия, в което се посочва, че дизайнът на знамето " ще породи някои раздразнения и недоволство между вашите Величества Subjectis и е вярно, че някои неудобни платна изпадат между Тема за нашето плаване хората не могат да бъдат подтикнати да спасят отново това знаме, така както е поставено “.  Въпреки че документите, придружаващи тази жалба, които съдържаха чернови за алтернативни проекти, са загубени, съществуват доказателства, поне на хартия, за неофициален шотландски вариант, при който шотландският кръст е бил най-горе.

### 1801 – 2000 г
Настоящият и вторият Юнион Джак датират от 1 януари 1801 г. с Акта за Съюза от 1800 г., който обединява Кралство Великобритания и Кралство Ирландия, за да образува Обединеното кралство Великобритания и Ирландия . Новият дизайн добави червен салтир, кръстът на Свети Патрик, за Ирландия. Това е променено със солта на Сейнт Андрю, така че бялото винаги следва червеното по посока на часовниковата стрелка. Както при червения кръст, така и червеният салтир е отделен от бяла фимбрия от синьото поле. Тази фимбрияция се повтаря за симетрия върху бялата част на солта, която по този начин изглежда по-широка от червената част. Фимбрията на кръста на Свети Георги разделя червеното му от червено на солта.

### 21-ви век

#### Кампании за нов флаг на Съюза
През 2003 г. частно лице стартира кампания – наречен „reflag“ или „Union Black“ – да въведе черни ивици в Union Jack, за да представи нарастващото разнообразие в Обединеното кралство. Предложението беше повсеместно срещнато с опозиция и беше заклеймено от MSP Phil Gallie като „нелеп символизъм, който не би направил нищо за премахване на расизма“.  Кампанията вече не функционира.
Липсата на уелски символ или цветове във флага се дължи на факта, че Уелс е бил вече част от кралството, още когато знамето е създадено през 1606 г. Тъй като в Union Jack няма уелски елемент, депутатът от Лейбъристката партия на Рексъм Иън Лукас предложи на 26 ноември 2007 г. в дебат в Камарата на общините флагът на Съюза да се комбинира с уелския флаг, за да отразява статута на Уелс в Обединеното кралство, и че червен дракон да бъде добавен към червения, бял и син модел на знамето на Съюза.  Той каза, че Юнион Джак в момента представлява само другите три нации в Обединеното кралство, а министърът на културата, творческите индустрии и туризма Маргарет Ходж призна, че Лукас е повдигнал валидна точка за дебат. Тя каза: „Правителството се стреми да превърне знамето на Съюза в положителен символ на британскостта, отразяващ разнообразието на нашата страна днес и насърчаващ хората да се гордеят с нашето знаме“. Тази разработка предизвика конкурси за дизайн с записи от цял свят. 

## Статус извън Обединеното кралство

### Австралия
Флагът на Съюза се използва като знаме на Австралия до 1953 г., въпреки че австралийският син флаг се използва като правителствен флаг на Австралия и неофициален национален флаг на страната от началото на 20-ти век.  От 1911 до 1956 г. училищата в Южна Австралия трябваше да летят с Union Jack за „национален поздрав“. 
През 1953 г. австралийският син флаг е обявен за национален флаг на Австралия чрез Закона за флаговете от 1953 г.  Въпреки че австралийският син флаг заменя Юнион Джак като знаме на Австралия, австралийският премиер Робърт Мензис каза на австралийците, че флагът на Съюза ще се развее заедно с австралийския национален флаг „при забележителни случаи“.  Раздел 8 от този Закон за знамето също така уточнява, че формализирането на австралийския син флаг като национален флаг „не засяга правото или привилегията на лице да управлява Юнион Джак“.  Юнион Джак продължи да вижда неофициално използване като знаме на Австралия за период след това, въпреки че през 80-те години на миналия век мнозинството от австралийците гледаха на австралийския син флаг като национален флаг, за разлика от Юнион Джак. 

### Канада
През 1964 г. министър-председателят на Канада, Лестър Б. Пиърсън, представя планове за замяна на знамето на Съюза с ново национално знаме, което предизвиква дебат за Великия канадски флаг .  Новото знаме от кленов лист е одобрено от парламента на Канада на 17 декември 1964 г.  На следващия ден обаче канадският парламент прие друга резолюция, която определя флага на Съюза като „Флаг на Кралския съюз“ и разрешава официалното му използване като символ на членството на страната в Общността на нациите и нейната вярност към короната .  Този ход беше отстъпка, дадена на онези, които предпочетоха да приемат канадския червен флаг като официален национален флаг. На 15 февруари 1965 г. знамето от кленов лист официално заменя знамето на Съюза като знаме на Канада след официална прокламация от Елизабет II , като знамето на Кралския съюз става официален церемониален флаг. 

## Допълнителна информация
- Groom, Nick. The Union Jack: The Story of the British Flag.   Atlantic Books, 2007. ISBN 978-1-84354-337-4.
- Kwan, Elizabeth. Flag and Nation: Australians and their national flags since 1901.   University of New South Wales Press, 2006. ISBN 1-7422-4687-7.
- Lister, Davis. Union Jack or Union Flag?.   London, Flag Institute, 2014.

## Външни връзки
- Union Jack на уебсайта на кралското семейство
- Флаг на Съюза: одобрени проекти на уебсайта на Колежа по оръжия
- Протокол Union Flag на уебсайта на Колежа по оръжия
- Британските знамена по време на протектората и Британската общност – вижте външна връзка
- Страница на BBC за 400-годишнината на знамето
- Монохромното знаме на Съюза не се вее, за да се избегнат спорове
- Как да нарисувате Юнион Джак
- Инфографика на флага на Union Jack
- Видео за историята на Union Jack
- Протокол за знамето на Обединеното кралство